# Stor-Pållars naturreservat
Stor-Pållars naturreservat är ett naturreservat i Gällivare kommun i Norrbottens län.
Området är naturskyddat sedan 2021 och är 520 hektar stort. Reservatet ligger väster om Pålkem, devis på en del av berget Stor-Pållar, och består av myrområden och gammal skog av tall och gran.